# Alfred Semrau
Alfred Semrau (* 24. April 1882 in Marienwerder, Westpreußen; † 18. Juli 1947 in Greifswald, Vorpommern) war ein deutscher evangelischer Theologe und Politiker. Von 1923 bis 1928 war er Volkstagsabgeordneter der Freien Stadt Danzig, dabei Präsident des Volkstages von 1926 bis 1928.
Semrau studierte ab 1901 in Erlangen, Halle (Saale) und Königsberg Evangelische Theologie. Nach seiner Ordination 1905 war er in verschiedenen Gemeinden in Westpreußen tätig, unter anderem von 1917 bis 1931 an der Christuskirche in Danzig-Langfuhr. Von 1931 bis 1945 war er Pfarrer an der Stettiner St.-Peter-und-Paul-Kirche, Stadtsuperintendent von Stettin und Konsistorialrat. Er war Mitglied der Deutschen Christen. Nach dem Zweiten Weltkrieg kam Stettin an Polen, so dass seine Tätigkeit in Stettin endete; 1946 wurde er förmlich in den Ruhestand versetzt.
Semrau erhielt 1925 von der Albertus-Universität Königsberg die Ehrendoktorwürde.